# Raissa Calza
Raissa Calza, nata Raissa Gurevich (in russo Раиса Самуйловна Гуревич?, Raisa Samujlovna Gurevič; Odessa, 28 dicembre 1894 – Roma, 24 gennaio 1979), è stata una ballerina, attrice, archeologa, storica dell'arte e studiosa di Ostia antica, di origine russo- ucraina.

## Biografia
Raissa nasce, ultima di cinque figli, in una famiglia benestante: il padre Samuel e la madre Berta sono proprietari terrieri ebrei; cresce fra Pietroburgo e le tenute paterne in Polonia, vicino a Brėst. Per motivi di salute passa gli inverni con i genitori a Sanremo, dove studia con un illustre istitutore privato, Georgij Valentinovič Plechanov, gestore di una pensione, anche lui periodicamente in cura in Liguria insieme alla famiglia. Plechanov le insegna soprattutto la storia, suscitando in Raissa un forte interesse che l'accompagnerà tutta la vita. I soggiorni in Liguria si spostano poi a Nervi dove il padre Samuel acquista una villa.
Quando scoppia la rivoluzione russa l'intera famiglia si trova nella proprietà di Tervus sul Lago Ladoga. L'ambiente familiare aperto, antizarista, favorevole alla rivoluzione democratica di Kerenskij, pone Raissa a stretto contatto con artisti e intellettuali rivoluzionari, appassionati di teatro e letteratura: fra loro Leonid Andreev, Fëdor Šaljapin, Gor'kij. Studia lingue straniere con istitutori di madre lingua, continua lo studio della storia e viaggia frequentando teatri e concerti. Il padre, amante della danza, la spinge a frequentare la scuola di Vsevolod Ėmil'evič Mejerchol'd a Mosca; qui conosce il russo Giorgio Krol (1893-1932), regista e sceneggiatore, e nel 1918 lo sposa. Comincia a lavorare come ballerina in diversi teatri russi.

### In Italia
Dopo la morte della madre per pleurite, nel 1919 Raissa e il marito si trasferiscono in Italia, precisamente a Torino dove il padre, grande estimatore del belpaese, si è trasferito ospite di Riccardo Gualino, dopo aver subito la confisca di tutti i beni in seguito alla rivoluzione d'ottobre.
Nell'estate dell'anno successivo la coppia visita Roma; frequentando il salotto di Olga Resnevič Signorelli, entrambi vengono introdotti alla vita artistica romana: conoscono i futuri protagonisti della Scuola romana e del futurismo, conoscono anche Giorgio De Chirico.
Tornano di nuovo in Italia alla fine del 1923, dopo aver trascorso circa tre anni a Berlino lavorando nell'ambiente teatrale e cinematografico. Sopraggiunti problemi di salute di Krol inducono la coppia a soggiornare tra Napoli, Sorrento e Capri; Krol riesce a rimettersi e ad affrontare una lunga tournée italiana con la compagnia Le coq d'or di Anatolij Dolinov (1869-1945), anch'egli allievo di Mejerchol'd.
Nella primavera del 1925 la coppia inizia a collaborare con la compagnia Teatro d'Arte di Roma (conosciuta anche come "Teatro degli Undici” o “dei Dodici”, dal numero dei soci) fondata da Luigi Pirandello. Al marito vengono affidate la regia e le coreografie di La morte di Niobe, tragedia mimica in un atto musicata nel 1913 da Alberto Savinio; Giorgio de Chirico firma le scene e i costumi; a Raissa, che assume lo pseudonimo Raissa Lork, viene affidato il ruolo principale di Niobe; altre interpreti sono le giovani sorelle Signorelli, Elena, Maria e Vera. Lo spettacolo debutta al Teatro Odescalchi di Pirandello, il 14 maggio 1925, con esiti pessimi, sia di pubblico sia di critica.

### De Chirico
Nel 1924 tra Raissa e de Chirico sboccia un intenso sentimento; lei lo raggiunge a Parigi, abbandona la danza e si dedica esclusivamente agli studi di archeologia a la Sorbona, sotto la guida di Charles Picard. 

A Parigi la coppia trascorre un periodo florido e ricco di successi; De Chirico dipinge alcuni ritratti di Raissa: Figura in verde (Ritratto di Raissa) 1926, L’ésprit de domination 1927, Gli archeologi 1929, Ritratto di Raissa 1930, Bagnante (Ritratto di Raissa). Inoltre, ispirato dai suoi testi universitari, inizia a dipingere soggetti archeologici.
Ottenuto il divorzio da Krol, il 3 febbraio 1930, quando il legame è già in crisi, si sposano, ma il matrimonio dura pochi mesi, finisce alla fine del 1930 quando il pittore si innamora di Isabella Far che diventerà la sua seconda moglie e gli resterà accanto fino alla fine. Il dolore per questo abbandono accompagnerà Raissa per lungo tempo. Nell'autobiografia Memorie della mia vita (1945), de Chirico non la nomina nemmeno, segno della continua tensione durata a lungo fra loro, alimentata anche da questioni economiche.

### L'archeologa
Nel 1932 fa ritorno a Roma e si dedica completamente all'archeologia, soprattutto allo studio della scultura ostiense. Lavora presso alcuni scavi, impartisce lezioni e ottiene un incarico temporaneo presso la soprintendenza di Ostia. In quanto ebrea viene colpita dalle leggi razziali e nel 1938 è costretta a lasciare il lavoro. Riesce tuttavia a non perdere il contatto con gli scavi di Ostia antica essendo saltuariamente impiegata come collaboratrice giornaliera, sotto la direzione del sovrintendente Guido Calza, che sposerà nel 1945. Il suo terzo marito morirà prematuramente solo un anno più tardi.
Nel secondo dopoguerra Raissa ottiene numerosi riconoscimenti in ambito accademico e, come “Signora Calza”, gode della reputazione di autorevole studiosa di arte romana. Pubblica cataloghi, guide archeologiche e saggi, riservando un'attenzione particolare all'iconografia, alla ritrattistica e alla scultura funeraria.
Grazie alla conoscenza delle lingue, per conto della Direzione degli Scavi di Ostia, si occupa di accogliere illustri studiosi stranieri e ospiti di riguardo in visita agli scavi nonché di curare le relazioni internazionali.
Muore a Roma nel 1979, malata, in solitudine e povertà; viene sepolta nell'area cimiteriale di S. Ercolano a Ostia, dove sono sepolti, tra gli altri, suo marito Guido e Giovanni Becatti, amico di una vita e collega.
L'8 marzo 2022, in occasione della festa della donna e in solidarietà con le vittime ucraine della Guerra russo-ucraina, le viene dedicata la nuova sala multimediale del Parco archeologico di Ostia antica.

## Pubblicazioni
(Elenco parziale)
- Museo Ostiense, in Itinerari dei Musei e Monumenti d’Italia, Roma, 1947.
- Statua iconica femminile da Ostia, in Bollettino d’arte, n. 35-36, 1950.
- Sui ritratti ostiensi del supposto Plotino (PDF), in Bollettino d'Arte, III, Roma, La libreria dello stato, 1953. URL consultato il 1º febbraio 2018.
- Cronologia ed identificazione dell'Agrippina Capitolina. Atti della Pontificia Accademia romana di archeologia, Roma, Tipografia poliglotta Vaticana, 1955.
- Galleria Borghese. Collezione degli oggetti antichi, Catalogo del Gabinetto Fotografico Nazionale, Roma, 1957.
- Raissa Calza e Ernest Nash, Ostia, Firenze, Sansoni, 1959.
- Un problema di iconografia imperiale sull'arco di Costantino, in Atti della Pontificia Accademia Romana di archeologia, 1959.
- Raissa Calza e Maria Floriani Squarciapino, Museo Ostiense. Itinerari dei Musei e Monumenti d'Italia, Roma, 1962.
- Orbiana, Enciclopedia dell'Arte Antica, su treccani.it, 1963. URL consultato il 21 febbraio 2018.
- Scavi di Ostia. I ritratti. Ritratti greci e romani fino al 160 circa d.C., Roma, 1964.
- Raissa Calza e Maria Floriani Squarciapino, Museo Ostiense. Nuove immissioni, Ostia, 1971.
- Iconografia Romana Imperiale da Carausio a Giuliano (287-363 d.C.), collana Quaderni e Guide di Archeologia, L'Erma di Bretschneider, 1972.
- Scavi di Ostia IX. I ritratti. Ritratti romani dal 160 circa alla metà del III secolo d.C., Roma, 1978.

## Collaborazioni, incarichi e onorificenze
- Collaborò con Marguerite Yourcenar al corredo iconografico della nuova edizione illustrata delle Memoires d’Hadrien subito dopo il successo della prima edizione del 1951
- Collaborò nel 1956 per un anno con il Gabinetto Fotografico Nazionale
- Scrisse alcuni contributi per l'Enciclopedia dell'Arte Antica, Classica e Orientale diretta da Ranuccio Bianchi Bandinelli[15]
- Fu collaboratrice scientifica dal 1958 al 1959 della Fototeca Unione presso l'American Academy
- Fu membro dell'Istituto Germanico di Roma
- Fu socia corrispondente della Pontificia accademia romana di archeologia

## Archivio e biblioteca
La documentazione lasciata da Raissa è divisa tra Ostia e Siena, anche se della sua passione e competenza hanno beneficiato enti e istituzioni di molti altri luoghi. La sua intensa attività, svolta soprattutto a Ostia tra il 1935 e il 1968, ha contribuito alla ricerca scientifica e ha prodotto una ricca documentazione d'archivio, schede inventariali, appunti di studio, manoscritti e soprattutto un vasto archivio fotografico, molto utile alla conoscenza della storia degli scavi.
Nel 1974, in ricordo dell'archeologo senese Giovanni Becatti, dona alla biblioteca di Area Umanistica dell'Università di Siena la propria biblioteca a cui si aggiungeranno, per lascito testamentario, scritti di natura sia archeologica sia personale, e fotografie sia di lavoro sia private.